# Mitostoma gracile
Mitostoma gracile is een hooiwagen uit de familie aardhooiwagens (Nemastomatidae). De originele naamcombinatie (protoniem) was Nemastoma gracile Redikorzev, 1936. Een volgende naamrecombinatie werd gepubliceerd als Mitostoma gracile (Redikorzev, 1936) in Staręga 1966.